# Нижня церква (Гродно)
Нижня церква  — давньоруська церква ХІІ століття на Старому замку в місті Гродно, нині Гродненської області Республіки Білорусь. 
Досліджена археологічно в 1930-тих — 1940-вих рр. Це був шестистовпний триабсидний храм (лише центральна абсида мала виступ ззовні), пізніше знищений пожежею.
Належить до Гродненської школи зодчества. 

## Опис
На території Замкової гори, тобто Дитинця давнього Гродна, в 1932 р. при археологічних розкопках (Ю. Ядковський) були виявлені залишки стародавнього храму. Розкопки були продовжені в 1936-1939 рр. (3. Дурчевський) і завершені в 1947-1949 рр. (М. М. Воронін). Розкрита будівля музеєфікована і доступна для огляду. Споруда умовно іменується Нижньою церквою, оскільки над її руїнами пізніше була споруджена інша, так звана Верхня церква.
Стіни церкви майже всюди збереглися на висоту не менше 2 м, а в західній частині будівлі - до 3.5 м. Поруч зі стоячими ділянками стін були виявлені досить значні блоки верхніх частин будівлі, які впали.
Будівля являє собою шестистовпну церкву. Його довжина близько 18.4 м, ширина 11.7 м, товщина стін 1.04 м, азимут 90 °. Підкупольний квадрат утворений не східними, а західними парами стовпів. У зв'язку з цим 4 західних стовпи дещо міцніші східної пари і мають бази. Всі стовпи квадратні зі зрізаними кутами. Портали не профільовані і розташовані відповідно до осей підкупольного простору. Центральна апсида в плані - досить плоска дуга; бічні апсиди зовні прямокутні, а зсередини починаючи з висоти 1.04 м від підлоги також мають обриси у вигляді плоскої дуги. Внутрішні лопатки плоскі, а зовнішні теж плоскі, але з округленими кутами. На кутах будівлі лопаток немає і самі кути зрізані під 45 °. По стінах ззовні проходить плоский цоколь. У південно-західному куті церкви виявлені залишки гвинтових сходів, що вели на хори і огороджених дугоподібною в плані цегляною стіною. Судячи зі знайдених фрагментів кладки і полив'яних керамічних плиток, хори були склепінчастими, мали плиткову підлогу і відкривалися в підкупольний простір двома арками, що спиралися на восьмигранний простінок.
Будівля складена з цегли в рівношаровій техніці. Формат цегли 3.5-4 х 15 х 25-26.5 см. Зустрічаються також лекальні цеглини. На торцях цегли зрідка трапляються опуклі знаки. В кладку стін зовні будівлі введені декоративні елементи: великі шліфовані кам'яні вставки різного кольору (граніт і гнейс), що мають в поперечнику до 1.4 м. Вище в стіни були вкладені також керамічні плитки і круглі тарелі.
Збереглися залишки підлоги з полив'яних керамічних плиток, покладених рядами паралельно до стін. У західній частині церкви, під хорами, підлога була цегляною. У підкупольному просторі підлога мала складний малюнок, набраний з фігурних плиток. Малюнок цей вдалося повністю графічно реконструювати. Біля входів як всередині церкви, так і зовні знаходилися вимостки з великих каменів, деякі з верхньою шліфованою поверхнею. Церква, мабуть, не була розписана. Її стіни зсередини були затерті розчином, причому у верхніх частинах було багато голосників, отвори яких відкривалися всередину будівлі.
Фундамент церкви складені з дрібних валунів насухо. Знайдені шматки свинцевих листів від покрівлі, які оплавилися у вогні. До східної пари стовпів із заходу примикала дерев'яна вівтарна перегородка, були виявлені її згорілі залишки. Від багатого оздоблення цієї перегородки збереглися численні мідні пластини із зображеннями, виконаними гравіруванням і позолотою. Знайдені також фрагменти утварі: шматки панікадил, лампад, уламки дзвону з рельєфним написом.
М. М. Воронін датував пам'ятку другою чвертю XII ст. Однак більш імовірно, що церква була побудована пізніше, вже в другій половині XII ст. Церква загинула у пожежі.

## Галерея

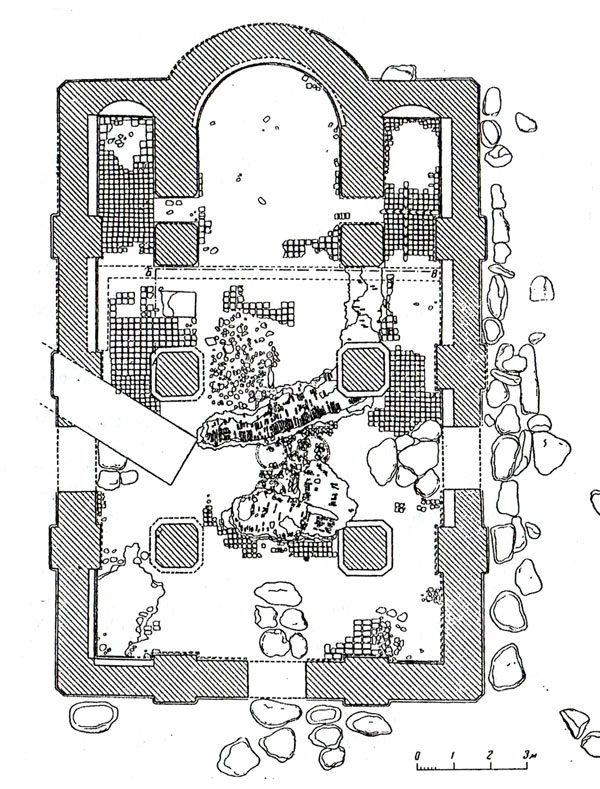
План Нижньої церкви
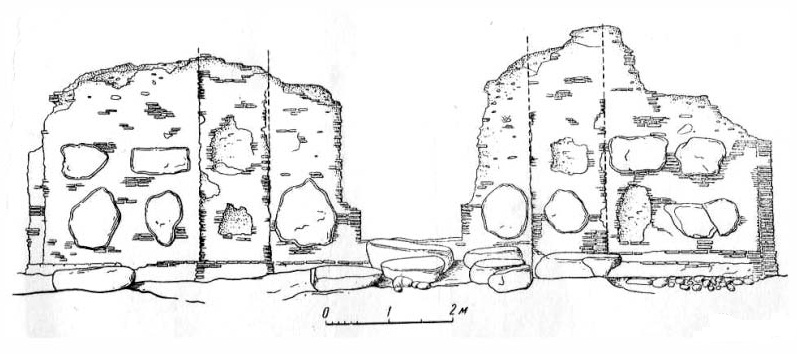
Промальовка стін західного фасаду
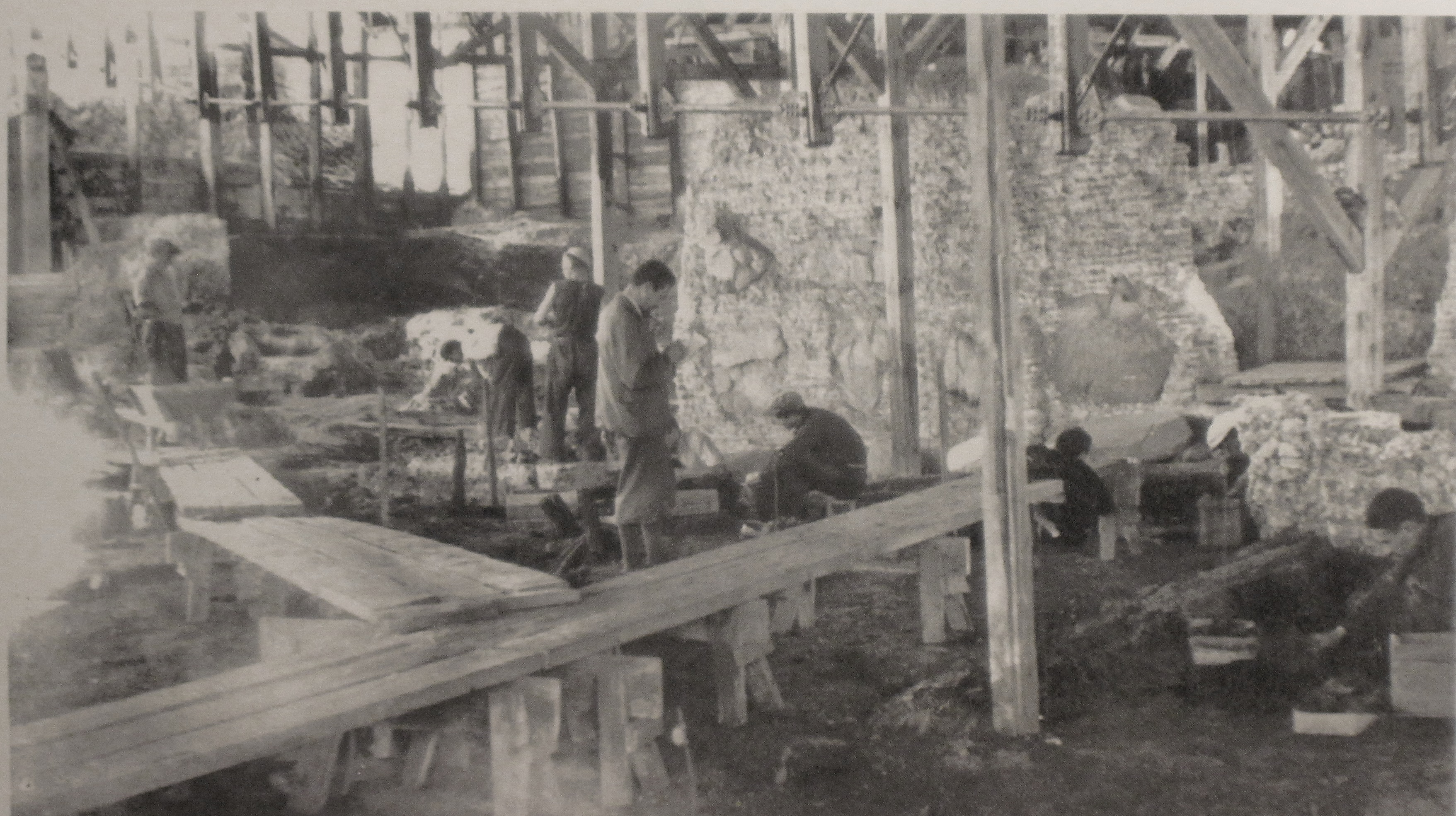
Археологічні дослідження церкви 1930-тих рр.
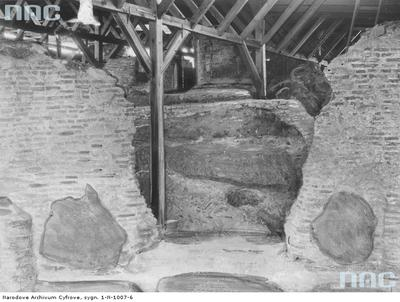
Нижня церква у 1930-тих рр.
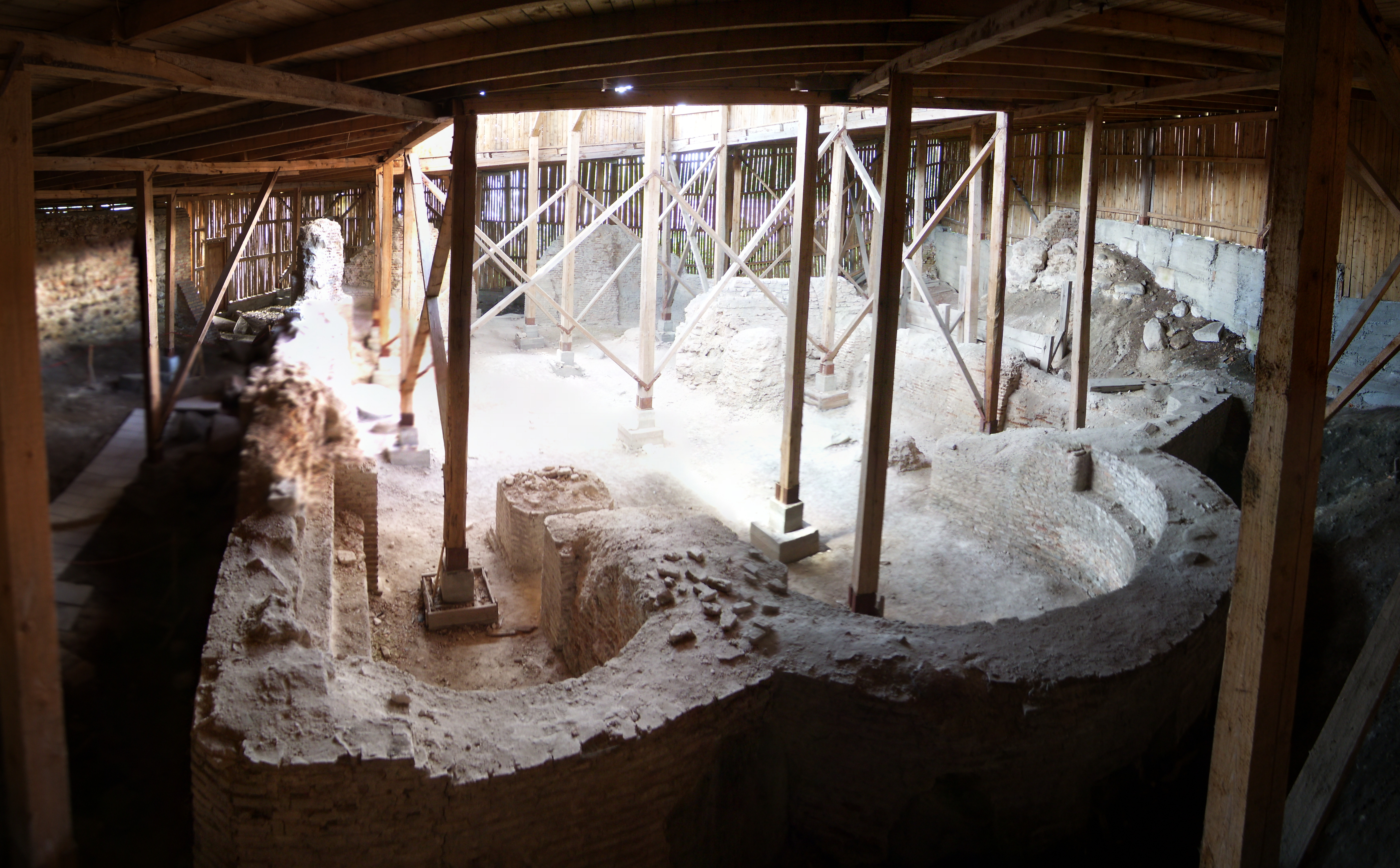
Загальний вигляд залишків церкви. 2007 р.
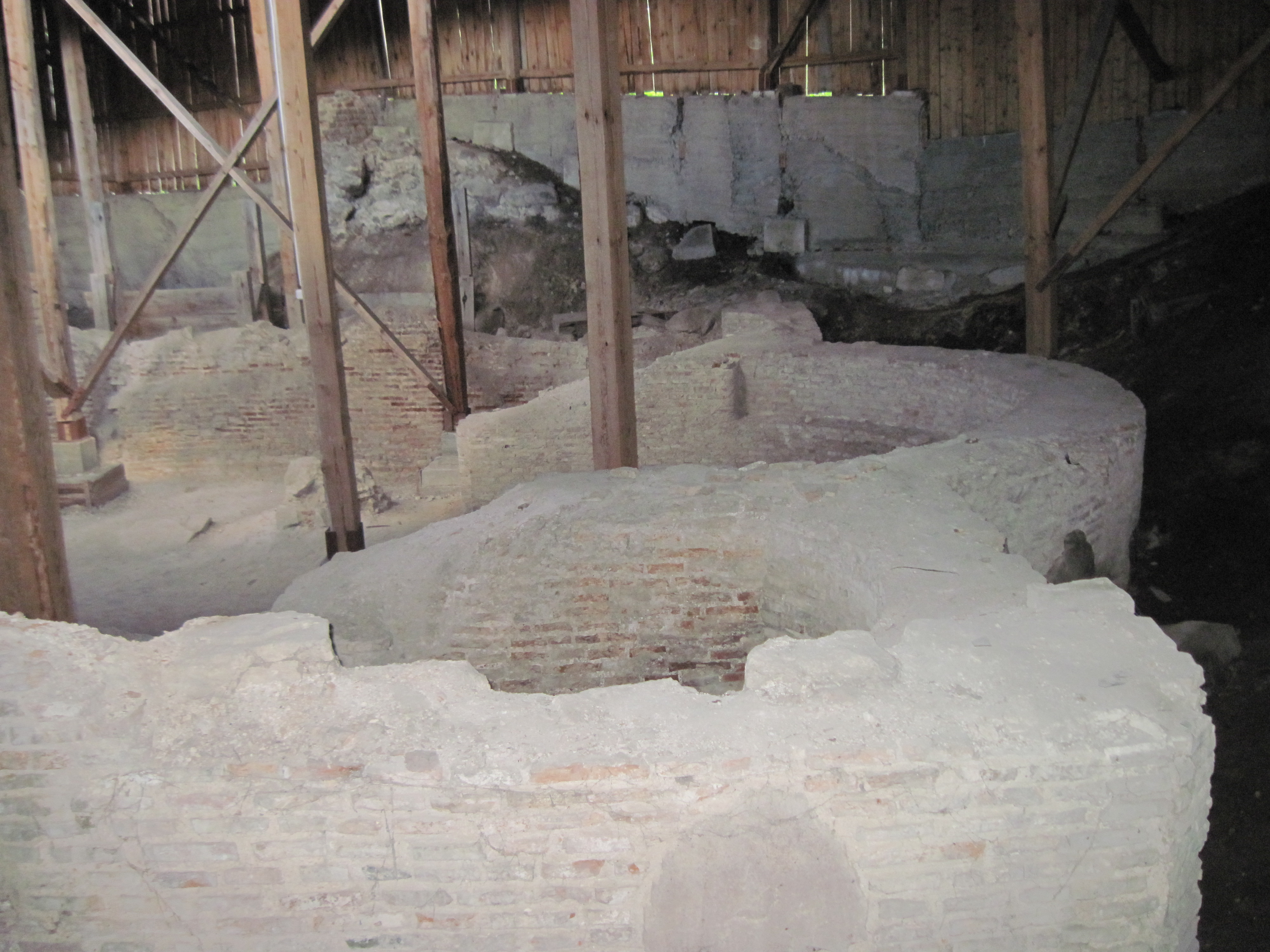
Вівтарна частина церкви. 2012 р.
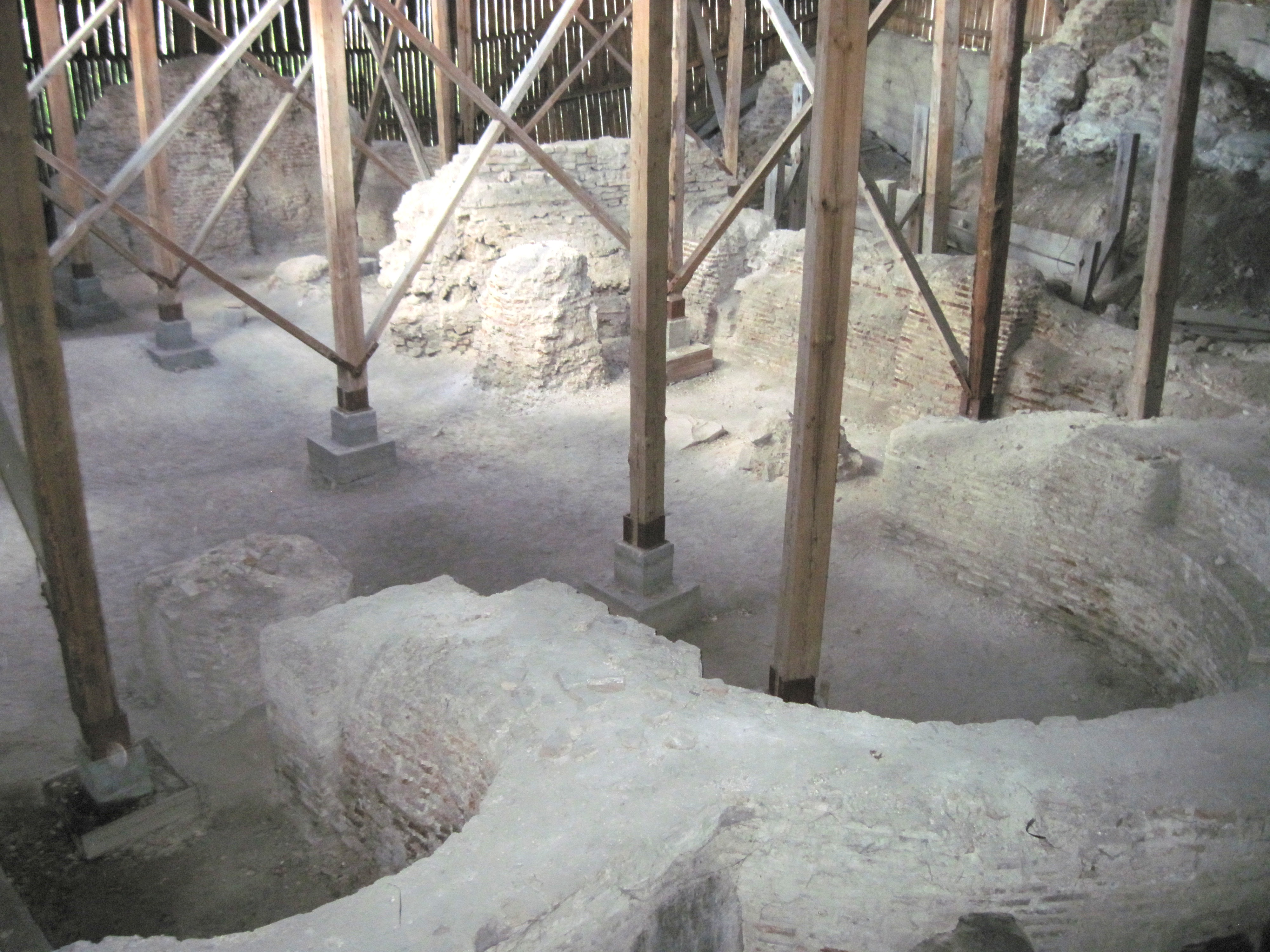
Апсиди церкви. 2012 р.
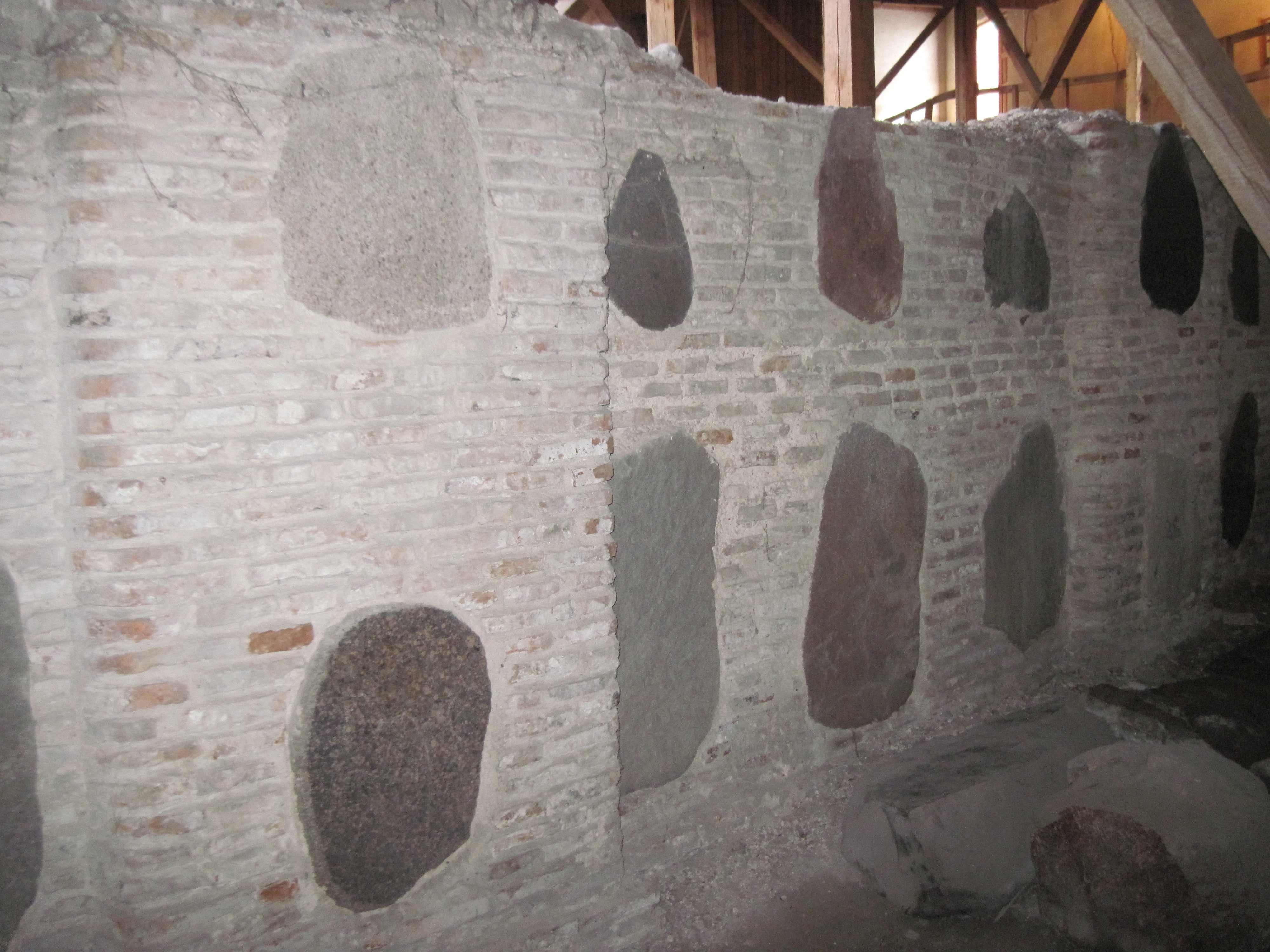
Стіна церкви. 2012 р.
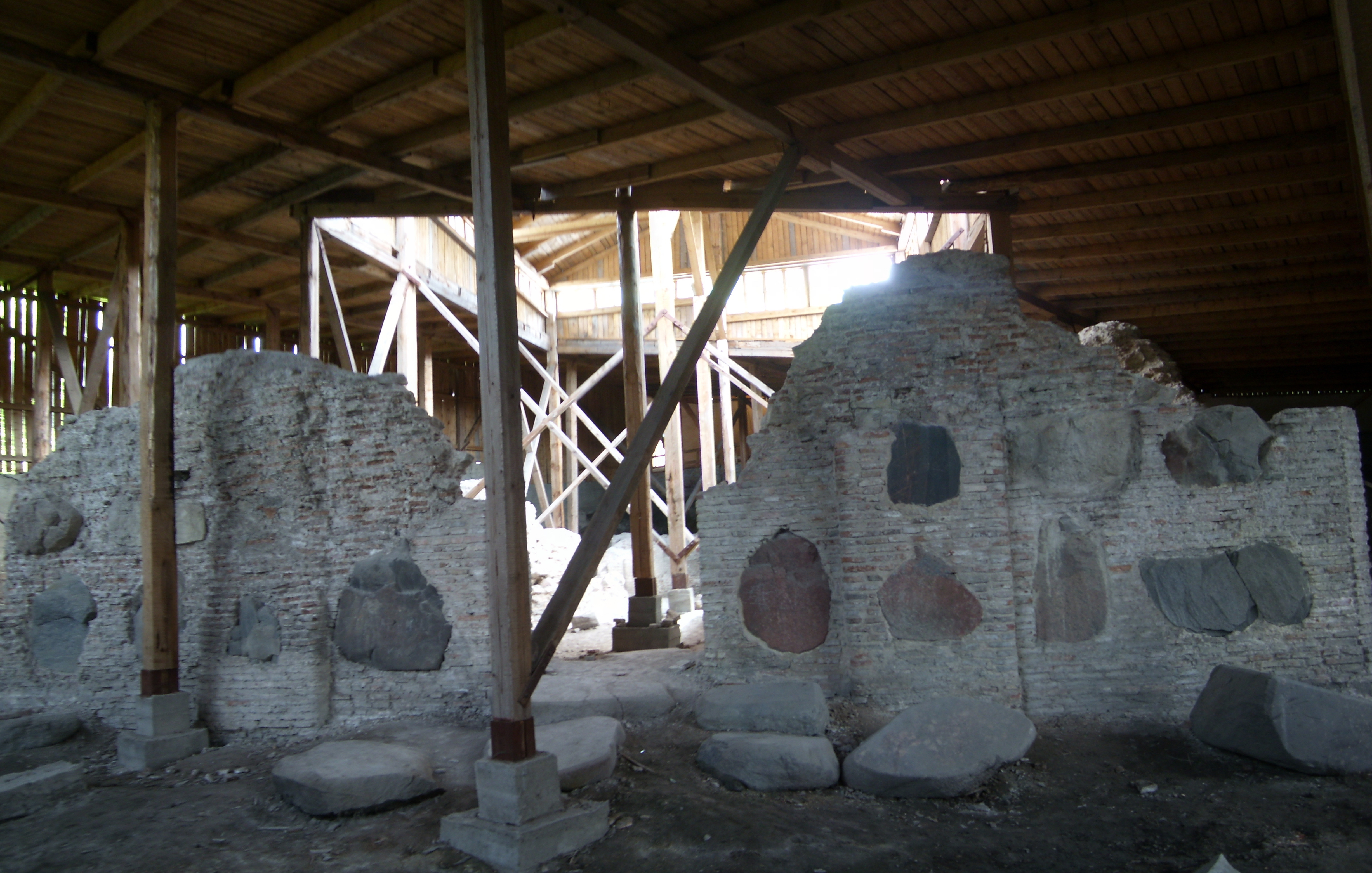
Вхідний отвір. 2007 р.
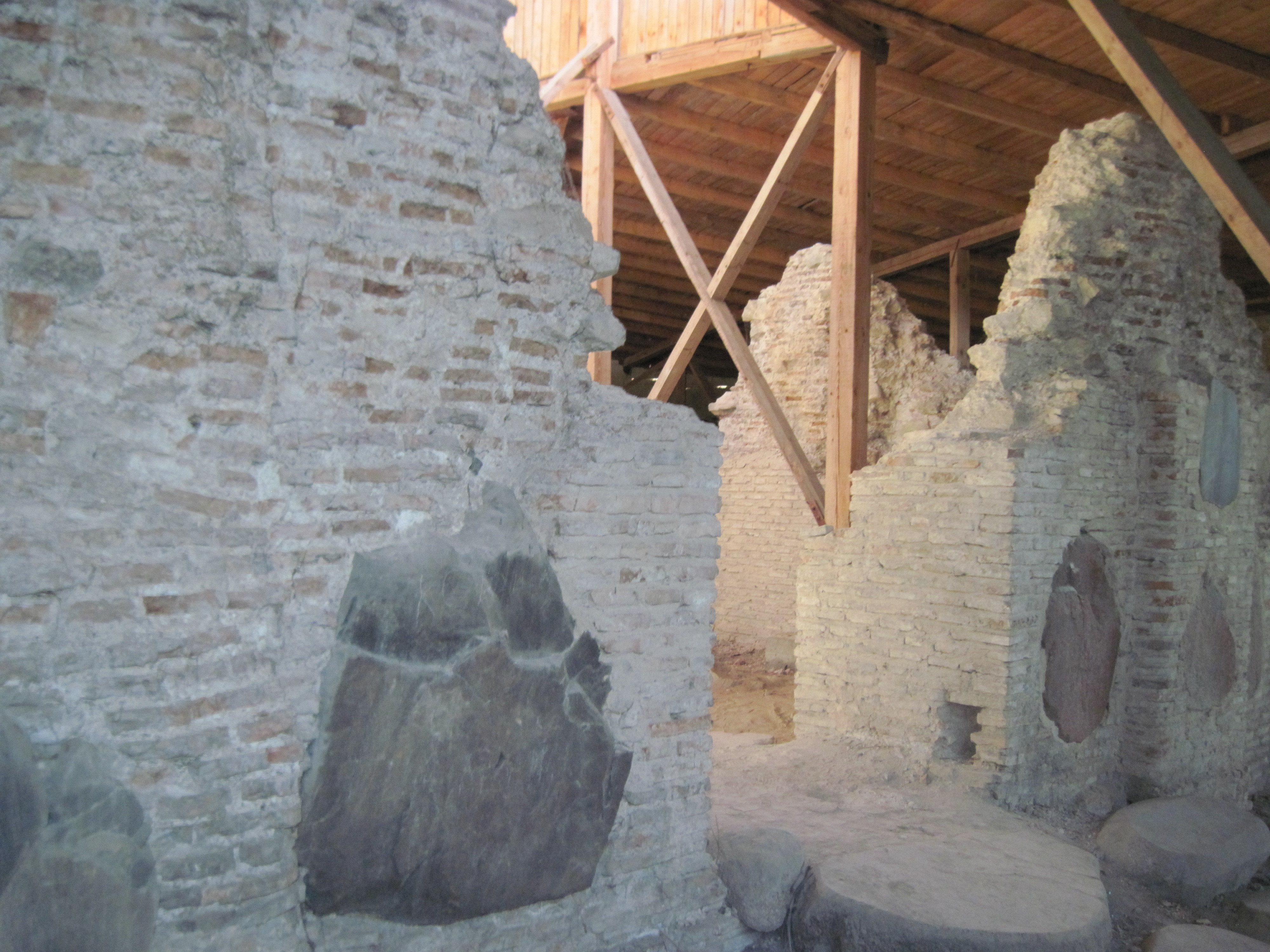
Вхідний отвір. 2012 р.
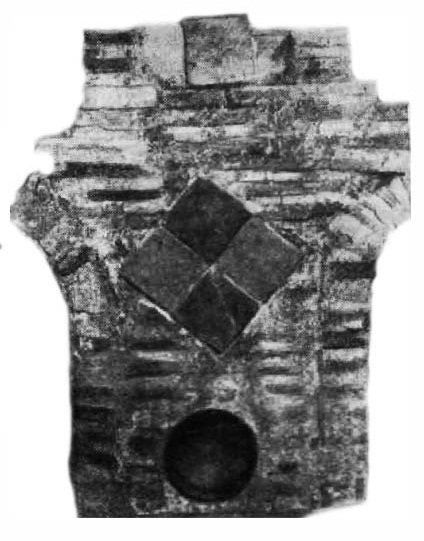
Простінок між нижніми вікнами
Фрагмент підлоги Нижньої церкви
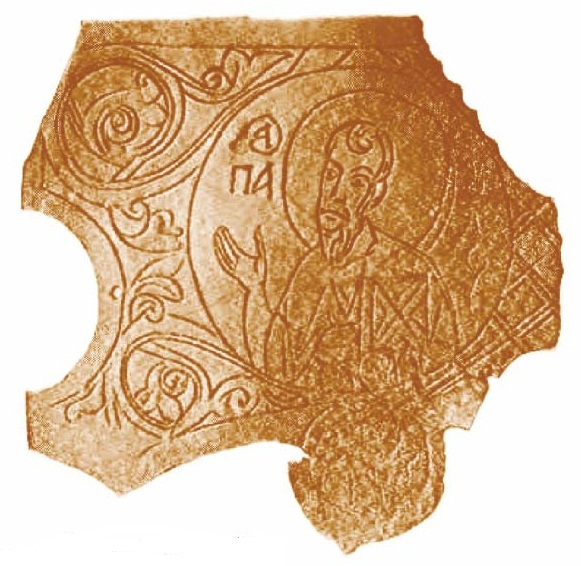
Мідна пластина із зображенням апостола Павла
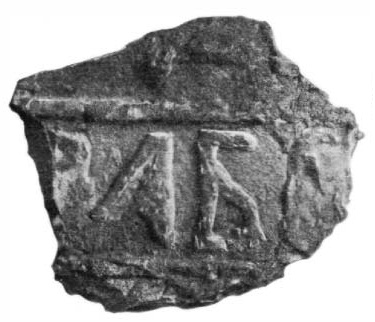
Уламок дзвону з рельєфним написом